# Doing Gender
Doing Gender (englisch) ist ein Analyseansatz in der Geschlechterforschung (Gender Studies), der das soziale Geschlecht (englisch gender) als ein Ergebnis performativer Zuschreibungen auffasst und sich damit von der herkömmlichen Vorstellung der Zweiteilung des biologischen Geschlechts (sex) als einer feststehenden und eindeutig zuzuordnenden Eigenschaft absetzt. Der Ansatz des Doing Gender betont den eigenen Anteil einer Person an der Herstellung von Geschlechtsidentität und Geschlechtsidentifizierung.
Doing Gender entstand auf der Grundlage kulturvergleichender Studien, die feststellten, dass die gesellschaftlichen Kategorien „Mann“ und „Frau“ uneinheitlich sind und dass es wenige Eigenschaften gibt, die interkulturell zwischen beiden geteilt werden. Demnach gilt Gender größtenteils nicht mehr als innere Eigenschaft einer Person, wie das in Sozialisationstheorien der Fall ist. Stattdessen wird der Blick auf Interaktionen gelenkt, in denen Gender dargestellt und wahrgenommen wird.

## Ansatz nach West und Zimmerman
Das Konzept des Doing Gender geht insbesondere auf Candace West und Don H. Zimmerman zurück, die von der Ethnomethodologie beeinflusst sind. Mit dem Hervorheben des Tuns bzw. Machens von Geschlecht wird das alltägliche (und zumeist auch wissenschaftliche) Verständnis von Geschlecht als biologisch oder psychisch stets gegebener Tatsache kritisiert. Solche unwissenschaftliche Vereinfachungen gehen von einem Verständnis des Handelns aus, bei dem wie in Maschinen einmal eingegebene Programme immer wieder ausgeführt werden. Der tatsächlichen Komplexität des Handelns wird das nicht gerecht.
In ihrem grundlegenden Aufsatz Doing Gender (1987) verstehen die Autoren daher das Geschlecht nicht als natürlich gegebenes oder erworbenes Personenmerkmal, das sich lediglich in Denken, Fühlen und Handeln einer geschlechtsspezifischen Identität niederschlägt, sondern betonen die aktive Her- und Darstellung des Geschlechts im Alltag. Demnach hat man sein Geschlecht also nicht einfach von Natur aus oder nur durch die Erziehung und Sozialisation und muss sich daher immer geschlechtstypisch verhalten, sondern dieses Verhalten ist vor allem orientiert am Wissen darüber, wie man sich als Mann oder Frau zu verhalten habe. Es ist eine aktive Leistung und Hervorbringung eines Verhaltens, das ein Beobachter als „männliches“ oder „weibliches“ Verhalten deuten kann. Die Autorin und der Autor begreifen das Geschlecht also (in Anlehnung an die Ethnomethodologie) als soziale Konstruktion und ein Merkmal sozialer Situationen anstatt von Personen.
Um die soziale Konstruktion von Geschlecht analytisch zu erfassen, unterscheiden die Autorin und der Autor zwischen der Geburtsklassifikation (sex), der sozialen Zuordnung/Zuschreibung des Geschlechts (sex category) sowie der intersubjektiven Validierung der Geschlechtskategorie in Interaktionsprozessen (gender). Besondere Bedeutung kommt der intersubjektiven Validierung zu: Gemeint sind alltägliche Prozesse, in denen wir unser Geschlecht sozial darstellen und uns des Geschlechts von anderen versichern (z. B. in den vielen Ritualen, die Männlichkeit bzw. Weiblichkeit inszenieren). Geschlecht (gender) ist so gesehen ein stetiges Tun von der Geschlechtskategorie (sex category) adäquatem Verhalten: “virtually any activity can be assessed as to its womanly or manly nature […], to ‘do’ gender […] is to engage in behavior at the risk of gender assessment” (Hervorhebung im Original). Hierbei ist zu beachten, dass nicht nur die Herstellungspraxis von „Geschlecht“ die eigene Geschlechtlichkeit inszeniert, sondern mit der entsprechenden Inszenierung im Rahmen der Interaktion das Wissen über Geschlecht (d. h. was „männlich“ bzw. „weiblich“ ist) auch gleichzeitig reproduziert wird. Insofern ist Doing Gender nicht nur eine interaktive Produktion von Geschlecht, sondern gleichzeitig auch immer eine Reproduktion von Geschlecht.
Die Autorin und der Autor kennen kein Jenseits dieser Geschlechtskonstruktion, das heißt Mann oder Frau stellen ihr Verhalten immer als das in unserer Kultur adäquate Verhalten eines Mannes oder einer Frau dar: “doing gender is unavoidable”. Abgesichert werden die Prozesse des Doing Gender durch eine Vielzahl institutioneller Arrangements, die durch relativ vage Handlungserwartungen (Vorstellungen über typisches Mann-/Frau-Sein) bis konkrete Interaktionsskripte (Alltagsrituale wie z. B. die Regeln der Höflichkeit) die soziale Kategorie „Geschlecht“ im Alltag präsent halten. Es gibt also ein Hintergrundwissen zur Geschlechterdifferenz und zu bedeutenden Unterschieden, das stets aktualisiert und reproduziert wird durch das Handeln. Das Geschlecht begreifen wir aber in unserer Alltagslogik (und zumeist auch in der wissenschaftlichen) nicht als Produkt dieser Beziehung zwischen Handeln und Wissen, sondern als „stets natürlich gegeben“ oder „einst in der Erziehung erworben“.

## Doing Difference
Im Konzept des Doing Difference wurde der Doing-Gender-Ansatz 1995 von Candace West und Sarah Fenstermaker neben Geschlecht (gender) um zwei weitere soziale Differenzkategorien erweitert, die soziale Klasse (class) und die ethnische Zugehörigkeit (race). Kerngedanke ist, dass der Stellenwert von Geschlecht nicht isoliert betrachtet werden kann, sondern in seinem Kontext mit Ethnie und Status erfasst werden muss. Dabei gibt es keine grundsätzliche Hierarchie zwischen den verschiedenen Kategorien, die Relevanz von gender, class und race hängen von dem jeweiligen Kontext ab.

„Erst wenn man die Konstruktion von Geschlecht, Klasse und Ethnie als simultane Prozesse begreift, wird es möglich zu erkennen, dass die Relevanz dieser Ordnungsmuster je nach Interaktionskontext variieren kann.“

Wie auch in der Doing-Gender-Theorie Geschlecht aktiv und interaktional hergestellt wird, gehen die Autoren bei Doing Difference davon aus, dass Differenz interaktional entsteht. Das bedeutet, dass Differenz variabel ist und stets nur zu einem bestimmten Zeitpunkt und in einer bestimmten Situation die gleiche ist und so betrachtet werden kann.
In der Differenzierungskategorie race gehen die Autoren davon aus, dass dem Erscheinungsbild eines Menschen, das eventuell auf die Herkunft einer Person schließen lässt, ebenso wie bei der geschlechtlichen Kategorisierung intuitiv Verhaltensweisen und Eigenschaften zugewiesen werden, die von einem Beobachter in einer Interaktion erwartet werden.
In der Kategorie class gibt es keine wissenschaftliche Basis für die Vorstellung davon, wie die Mitglieder verschiedener Klassenkategorien aussehen, daher sind die Vorstellungen von Eigenschaften und Verhalten in dieser Kategorie eher variabler als bei gender und race. Trotzdem bleibt die Vorstellung bestehen, dass der wirtschaftliche Status einer Person abhängig ist von ihren Eigenschaften, wie Persönlichkeit und Intelligenz.
West und Fenstermaker legen für die Analyse einer jeden Interaktion das Prinzip der Zurechenbarkeit (accountability) zugrunde. Dieses Prinzip besagt, dass das Handeln einer Person nur im Kontext von bestimmten Erwartungen verstanden werden kann, die an jene Person als Mitglied eines Geschlechts, einer sozialen Schicht und einer bestimmten Ethnie gerichtet werden. Nur durch eine solche Betrachtung könne eine Handlung vollends interpretiert werden. Die Erwartungen, die an die jeweilige Person gerichtet werden, seien dabei Bestandteil umfassender Vorstellungen sozialer Ordnung. Erst so wird es möglich, eigene, aber auch Handlungen anderer interpretieren und bewerten zu können.

## Forschungsumfeld
Die Aspekte einer performativen Etablierung von Geschlecht sind schwer zu erkennen, weil wir aufgrund der Alltäglichkeit unserer Erfahrungen dafür blind geworden sind. Zusätzlich ist Geschlecht in unserer Alltagswahrnehmung eine stark essentialisierte Eigenschaft. Einmal erstellte Differenzen werden also naturalisiert und institutionalisiert. Beobachtet werden kann ein Prozess der Herstellung von Geschlecht deshalb insbesondere in Extremsituationen. So stützt sich die Erforschung des Doing Gender auf Studien über Transmenschen, also Personen, die im Laufe ihres Lebens das Geschlecht wechseln und in diesem Wandel erlernen, wie Gender in Interaktionen hergestellt und wahrgenommen wird.

## Kritik
Die Unvermeidbarkeit einer stetigen Geschlechtskonstruktion, also die Annahme einer andauernden Her- und Darstellung des Geschlechts in jeglichen Interaktionen, wurde einerseits von der Autorin später selbst relativiert (siehe Doing Difference). Das Doing Gender kann demnach hinter das Tun anderer Zugehörigkeiten zurücktreten (z. B. hinter ein Doing Race bzw. Ethnicity). Andererseits wurde das Konzept des Doing Gender grundsätzlicher kritisiert, indem man auch von einem Vergessen und Neutralisieren der Geschlechterdifferenz ausgehen kann, wie dies bspw. von Stefan Hirschauer kritisiert wurde (vgl. auch dazu Undoing Gender).
Der Ansatz der Doing Difference wurde unter anderem wegen des gemeinsamen theoretischen Modells für Gender, Klasse und Rasse (Ethnie) kritisiert. Dafür wären die in diesen Kategorien ausgedrückten sozialen Beziehungen zu unterschiedlich. Analytisch müssten diese Kategorien getrennt betrachtet werden.